# Doa Best Selection "ROCK COAST"
『doa Best Selection "ROCK COAST"』（ドア ベスト・セレクション ロックコースト）は、2019年7月10日、GIZA studioから発売されたdoaのベスト・アルバム。規格品番はGZCA-5292。

## 概要
デビュー15周年を記念したベストアルバム3部作の第1弾。ベストアルバムとしては前作『doa BEST ALBUM "open_door" 2004-2014』以来、約5年ぶりのリリースとなる。2019年3月5日の18時から3月31日の23時59分まで『doa 15th Anniversary リクエスト投票』と銘打ったファン投票を行い、投票の多かった曲から「ROCK」「MIDDLE」「BALLAD」の3つのカテゴリーに分けて選曲し、夏・秋・冬にそれぞれベストアルバムとしてリリースされた。本作の「"ROCK COAST"」はその名の通り「ROCK」がテーマとなっており、人気曲の中からロックテイストな曲18曲に加え、新曲「WINDOW」の合計19曲が収録されている。また、Musingオリジナル購入特典として、「大田紳一郎 サイン&メッセージ入りA5サイズカード」がプレゼントされる。

## 収録曲
全作曲・編曲：徳永暁人
1. 英雄
作詞：徳永暁人
3rdシングル。
2. HERO
作詞：大田紳一郎
11thアルバム『ISLAND』収録曲。
3. WINDOW
作詞：徳永暁人
新曲。アルバム発売に先駆けて6月12日から配信。
今作は、ミドル世代の人々ががむしゃらに生きる姿を表現した応援ソングとなっている。
テレビ東京系　「じっくり聞いタロウ?スター近況(秘)報告?」 2019年7月度エンディングテーマ
4. 火ノ鳥のように
作詞：徳永暁人
1stシングル。
5. 青い果実
作詞：吉本大樹
4thシングル。
6. 白の呪文
作詞：徳永暁人
2ndシングル。
7. ゼロの気持ち
作詞：大田紳一郎
7thシングル。
8. FREEDOM×FREEDOM
作詞：徳永暁人
8th配信限定シングル。
9. 見えない海
作詞：吉本大樹・徳永暁人
2ndシングル収録曲。アルバム初収録。
10. RIDE ON
作詞：徳永暁人
7thアルバム『RIDE ON』収録曲。
11. FLY HIGH
作詞：徳永暁人
9thアルバム『FLY HIGH』収録曲。
12. 危険なカーブ
作詞：大田紳一郎
2ndアルバム『CANDLE』収録曲。
13. コンビニマドンナ
作詞：徳永暁人
5th配信限定シングル。
14. GIMME FIVE
作詞：徳永暁人
8thアルバム『WANTED』収録曲。
15. Run to you
作詞：徳永暁人
10thアルバム『FREEDOM×FREEDOM』収録曲。
16. SATURDAY NIGHT FEVER
作詞：吉本大樹
11thアルバム『ISLAND』収録曲。
17. どしゃぶり PaperDriver
作詞：大田紳一郎
6thアルバム『THIS LIFE』収録曲。
18. 自由という名のブランド
作詞：吉本大樹
1stアルバム『open_d』収録曲。
19. テキサスホールデム
作詞：徳永暁人
8thアルバム『WANTED』収録曲。